# Wendy Freedman
Wendy Laurel Freedman (Toronto, 17 luglio 1957) è un'astronoma canadese, conosciuta per la sua misurazione della costante di Hubble e come direttrice degli Osservatori Carnegie a Pasadena, in California, e Las Campanas, in Cile.
È docente di astronomia e astrofisica alla John & Marion Sullivan University presso l'Università di Chicago. I suoi principali interessi di ricerca sono nella cosmologia osservativa, concentrandosi sulla misurazione dei tassi di espansione attuali e passati dell'universo e sulla caratterizzazione della natura dell'energia oscura.

## Biografia

### Primi anni di vita e carriera
Wendy Freedman è cresciuta a Toronto, figlia di un medico e di una pianista. Il suo primo interesse per la scienza è stato innescato da un corso formativo di fisica al liceo. All'Università di Toronto è stata dapprima studentessa di biofisica, poi specializzanda in astronomia e ha ricevuto il suo B.Sc. nel 1979. È rimasta a Toronto dove ha conseguito il Ph.D. in astronomia e astrofisica nel 1984. Entrata a far parte dei Carnegie Observatories di Pasadena, in California, come borsista post-dottorato nel 1984, è diventata membro dello staff scientifico della facoltà tre anni dopo, prima donna a far parte dello staff permanente della Carnegie. Nel 2003 è stata nominata alla Crawford H. Greenewalt Chair e Director of Carnegie Observatories. I primi lavori di Freedman riguardavano principalmente la scala delle distanze delle Cefeidi e le popolazioni stellari delle galassie vicine.

## Costante di Hubble
Freedman è stata co-leader di un team internazionale di 30 astronomi per realizzare l'Hubble Space Telescope Key Project, un programma che mira a stabilire la scala della distanza dell'Universo e misurare l'attuale velocità di espansione, una quantità nota come costante di Hubble. Questa quantità determina la dimensione dell'universo visibile ed è la chiave per determinarne l'età. Nel corso del progetto chiave, il team ha misurato le distanze di 24 galassie utilizzando stelle variabili Cefeidi e ha misurato la costante di Hubble utilizzando cinque metodi indipendenti. I ricercatori del progetto, guidati da Freedman, hanno pubblicato il loro risultato finale nel 2001. Il lavoro ha fornito un valore della costante di Hubble con una precisione del 10%, risolvendo un dibattito di lunga data.
Continua a perfezionare le sue misurazioni della costante di Hubble utilizzando non solo le variabili Cefeidi, ma anche il metodo del picco di luminosità delle giganti rosse.

## Telescopio gigante Magellano
Freedman ha avviato il progetto Giant Magellan Telescope (GMT) ed è stata presidente del consiglio di amministrazione dal suo inizio nel 2003 fino al 2015. GMT è un consorzio internazionale di università e istituzioni scientifiche per costruire un telescopio ottico di 24 m presso l'Osservatorio Las Campanas della Carnegie Institution for Science nelle Ande cilene. Con sette specchi primari di 8,4 m, per un diametro totale di 24 m, il GMT sarà tra i più grandi telescopi terrestri al mondo. Il telescopio, che è entrato nella sua fase di costruzione e dovrebbe diventare pienamente operativo entro il 2034, sarà in grado di produrre immagini 10 volte più nitide di quelle del telescopio spaziale Hubble.

## Riconoscimenti

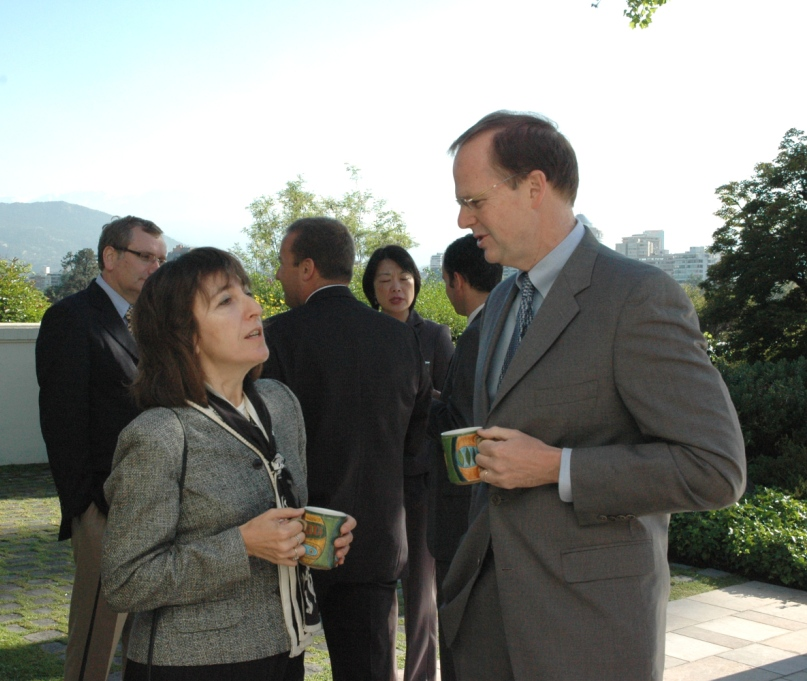
Freedman con l'ambasciatore degli Stati Uniti in Cile nel 2009

Freedman è stata eletta membro dell'Accademia nazionale delle scienze e dell'American Philosophical Society, Fellow dell'American Academy of Arts and Sciences e Fellow dell'American Physical Society.
Ha ricevuto diversi premi per i suoi contributi alla cosmologia osservativa, tra cui un Centennial Lectureship dell'American Physical Society (1999), il John P. McGovern Award in Science (2000), il Magellanic Premium Award dell'American Philosophical Society (2002)  e la Marc Aaronson Lectureship and Prize (1994) "in riconoscimento di un decennio di contributi fondamentali alle aree della scala delle distanze extra galattiche e alle popolazioni stellari delle galassie". Nel 2009 Freedman è stata una dei tre destinatari del Gruber Cosmology Prize. Ha ricevuto il Premio Dannie Heineman per l'astrofisica nel 2016, assegnato congiuntamente dall'American Institute of Physics e dall'American Astronomical Society, "per i suoi eccezionali contributi e il suo ruolo di leadership nell'uso delle osservazioni spaziali e terrestri ottiche e infrarosse delle stelle Cefeidi, insieme a tecniche di analisi innovative, per migliorare notevolmente l'accuratezza della scala delle distanze cosmiche e quindi limitare i parametri cosmologici fondamentali."
È stata eletta Legacy Fellow dell'American Astronomical Society nel 2020.
L'asteroide 107638 Wendyfreedman, scoperto da David Healy al Junk Bond Observatory nel 2001, è stato così chiamato in suo onore. La naming citation è stata pubblicata dal Minor Planet Center il 6 gennaio 2007.

## Vita privata
Wendy Freedman è sposata con il suo collaboratore di lunga data Barry F. Madore. Hanno due figli.